# Jagasatru
Jagasatru is een bestuurslaag in het regentschap Kota Cirebon van de provincie West-Java, Indonesië. Jagasatru telt 9704 inwoners (volkstelling 2010).